# Hélène Cixous
Hélène Cixous fr. /elɛn siɡzu/ (ur. 5 czerwca 1937 w Oranie w Algierii) – francuska filozofka feministyczna, teoretyczka i krytyczka literatury, pisarka, poetka i dramatopisarka, profesor na Sorbonie. We Francji zasłynęła esejem o twórczości Jamesa Joyce’a (L’Exil de James Joyce ou l’art du remplacement) z 1968 roku oraz wydaną w roku kolejnym autobiograficzną powieścią Dedans. Jedna z propagatorek idei écriture féminine.

## Życiorys
Jej ojciec był Sefardyjczykiem, a matka Aszkenazyjką. Opuściła Niemcy tuż przed dojściem Hitlera do władzy. Po przyjeździe do Francji rozpoczęła studia na Sorbonie. W roku 1959 obroniła magisterium na anglistyce, w 1968 roku – doktorat (L’Exil de James Joyce ou l’art du remplacement). Była jedną z osób zakładających w 1968 Uniwersytet Paris VIII. Pod jej kierownictwem powstało tam Centrum Studiów Kobiecych, pierwszy tego typu ośrodek w Europie. W roku 1969 wraz z Tzvetanem Todorovem i Gérardem Genettem założyła czasopismo Poétique.
W roku 1962 poznała Jacques’a Derridę, z którym utrzymywała długoletnią przyjaźń. Wspólnie założyli ośrodki naukowe: Uniwersytet Paris VIII i Centre National des Lettres, stowarzyszenie polityczne przeciwko apartheidowi Comité anti-apartheid oraz ośrodek literacki Parlement International des Écrivains. Wspólnie z Derridą, Krystewą i Ricoeurem wygłaszała wykłady o prawach człowieka organizowane przez Amnesty International. Jest biseksualna.

## Dzieło
Cixous, mimo iż odżegnuje się od etykietki feministki, miała ogromny wpływ na kształt współczesnego feminizmu. W myśleniu o różnicy seksualnej reprezentuje, według Pawła Dybla, skrajny biegun, który wyznacza narcystyczny kult kobiecości – znamienny w eseju Śmiech Meduzy. Dzięki jej tekstom teoretycznym i artystycznym w feminizmie powstał termin écriture féminine, wokół którego toczy się wiele dyskusji.
Opublikowała ponad sześćdziesiąt książek wydanych przez Éditions Grasset, Gallimard, Des femmes i Galilée. Jest autorką szekspirowskich tragedii o współczesnej polityce dramatów, wystawianych przez Ariane Mnouchkine w Théâtre du Soleil. Jej eseje poświęcone są nie tylko twórczości Derridy i Joyce’a, ale również Clarice Lispector, Maurice Blanchot, Franza Kafki, Heinricha von Kleista, Montaigne’a, Ingeborg Bachmann, Thomasa Bernharda i Mariny Cwietajewej.
Zajmowała się też twórczością Adolfa Rudnickiego.

## Dzieła
Prace naukowe
- L’Exil de James Joyce ou l’art du remplacement (1968)
- Prénoms de Personne (1974)
- La Jeune Née (1975)
- La Venue à l'écriture (1977)
- Entre l'écriture (1986)
- L’Heure de Clarisse Lispector (1989)
- Voiles (z Derridą, 1998)
- Portrait de Jacques Derrida en jeune saint juif (2001)
- Le Voisin de zéro: Sam Beckett (2007)

Poezja i Proza
- Le Prénom de Dieu (1967)
- Dedans (1969)
- Le Troisième Corps (1970)
- Les Commencements (1970)
- Neutre (1972)
- Tombe (1973, 2008)
- Portrait du Soleil (1974)
- Révolutions pour plus d’un Faust (1975)
- Souffles (1975)
- La (1976)
- Angst (1977)
- Anankè (1979)
- Illa (1980)
- Le Livre de Prométhéa (1983)
- Déluge (1992)
- Le Jour où je n'étais pas là (2000)
- Les Rêveries de la femme sauvage (2000)
- Manhattan (2002)
- Tours promises (2004)
- Rencontre terrestre (z Frédéric-Yves Jeannetem, 2005)
- Hyperrêve (2006)
- Si près (2007)
- Ciguë: Vieilles femmes en fleurs (2008)
- Philippines: Prédelles (2009)

Dramat
- La Pupille (1971)
- Portrait de Dora (1975)
- La Prise de l'école de Madhubaï (1984)
- L’Histoire terrible mais inachevée de Norodom Sihanouk, roi du Cambodge (1985; 1987)
- L’Indiade, ou l’Inde de leurs rêves, et quelques écrits sur le théâtre (1987)
- Les Euménides d’Eschyle (1992)
- La Ville parjure ou le réveil des Erinyes (1994)
- Tambours sur la digue, sous forme de pièce ancienne pour marionnettes jouée par des acteurs (1999)
- Rouen, la Trentième Nuit de Mai '31 (2001)

W języku polskim
- Śmiech Meduzy, przeł. A. Nasiłowska, „Teksty Drugie” 1993, nr 4/5/6.
- Kiedy piszę, piszę ciałem, przeł. T. Kitliński, „Rewia Kontr Sztuki” 1993, nr 2.
- Z definicji sztuka to gest ratunku. Rozmowa Tomka Kitlińskiego z Hélèną Cixous, „Magazyn Sztuki”, nr 4, 1996.
- Od „Śmiechu Meduzy” do rynku wojny. Rozmowa z Hélène Cixous, rozmawiała Ewa Majewska, „Lewą Nogą”, 16, 2004.